# Bassarodes siriaca
Bassarodes siriaca är en fjärilsart som beskrevs av Edward Meyrick 1910. Bassarodes siriaca ingår i släktet Bassarodes och familjen plattmalar. Inga underarter finns listade i Catalogue of Life.